# Baruun-Urt
Baruu-Urt é uma cidade no leste da Mongólia, sendo a capital da provincia de Sükhbaatar. Tem uma área de 59 km², com uma população de 12,900 segundo o censo de 2008.